# موسخون
مسخن (به اسپانیایی: Mocejón) یک شهرستان در اسپانیا است که در استان تولدو واقع شده‌است.

## خصوصیات
مسخن ۳۰ کیلومترمربع مساحت و ۴٬۵۳۹ نفر جمعیت دارد و ۴۳۰ متر بالاتر از سطح دریا واقع شده‌است.